# My Binondo Girl
My Binondo Girl é uma telenovela filipina exibida em 2011 pela ABS-CBN. Foi protagonizada por Kim Chiu e Xian Lim com atuação antagônica de Jolo Revilla.

## Elenco
- Kim Chiu[3] - Jade Dimaguiba Sy-Wu/Yuan Sy
- Xian Lim - Andy Wu[4]
- Jolo Revilla - Onyx Dimalanta[5]
- Matteo Guidicelli - Trevor Wu[6]